# Psychotria mariniana
Psychotria mariniana är en måreväxtart som först beskrevs av Adelbert von Chamisso och Diederich Franz Leonhard von Schlechtendal, och fick sitt nu gällande namn av Francis Raymond Fosberg. Psychotria mariniana ingår i släktet Psychotria och familjen måreväxter. Inga underarter finns listade i Catalogue of Life.